# Basilika St. Johannes (Des Moines)

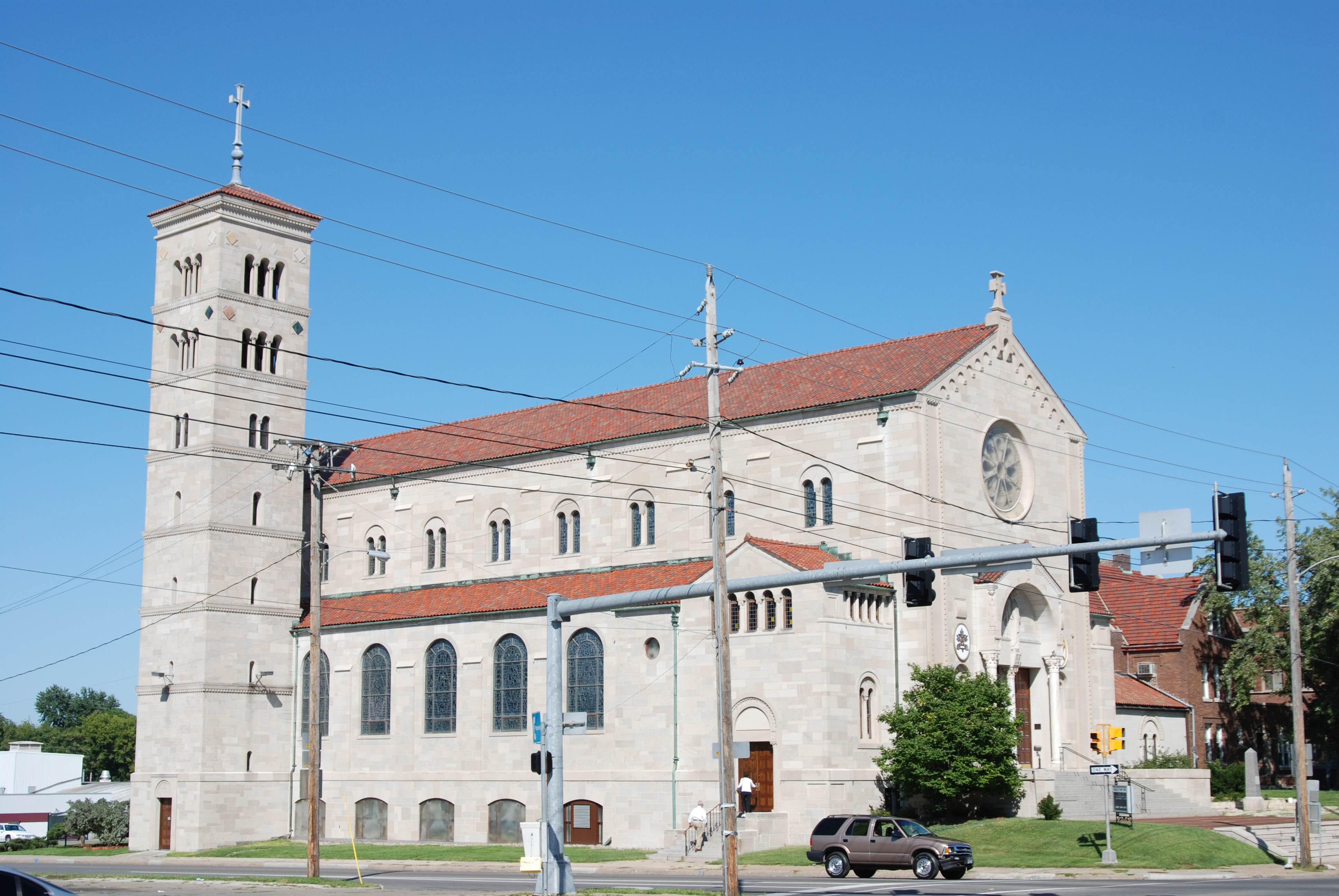
Basilika St. Johannes

Das Basilika St. Johannes (englisch Basilica of St. John) ist eine römisch-katholische Kirche in Des Moines im US-amerikanischen Bundesstaat Iowa. Die Pfarrkirche des Bistums Des Moines hat den Rang einer Basilica minor. Das neoromanische Kirchengebäude aus den 1920er Jahren ist im National Register of Historic Places aufgeführt.

## Geschichte
Bischof Henry Cosgrove von der Diözese Davenport begründete 1905 die Pfarrei St. John’s als Abpfarrung der Pfarrei St. Ambrose. Mitte des Jahres wurden Grundstücke für den Kirchenbau erworben. Zunächst wurde eine Schule erbaut, in deren zweiten Etage eine Kapelle von der Gemeinde als Gottesdienstraum genutzt wurde, die erste Messe wurde hier am ersten Weihnachtstag des Jahres 1905 gefeiert. Im Jahr 1911 wurde die Pfarrei Teil der neu gegründeten Diözese Des Moines. Um 1912 wurde westlich der Schule ein Pfarrhaus aus Backstein gebaut. Die Gemeinde wurde am 16. Dezember 1912 gegründet.
Im August 1913 wurde das Kellergeschoss der heutigen Kirche fertiggestellt und die Gemeinde nutzte es bis zur Fertigstellung der Oberkirche, deren ursprüngliche Entwürfe jedoch nicht weiter verfolgt wurden. Stattdessen wurde die Kirche von Maginnis & Walsh aus Boston geplant, die auch für das Nationalheiligtum Basilika der Unbefleckten Empfängnis in Washington, D.C. verantwortlich waren. Deren Entwurf orientierte sich an deren Entwurf für die St. Catherine’s Church in Somerville, Massachusetts (um 1915), sowie an der Basilika St. Paul vor den Mauern in Rom, die ab 1823 wiederaufgebaut worden war.
Der Grundstein für die heutige Kirche wurde am 19. September 1926 gelegt. Die Grundfläche der heutigen Kirche geht um einige Meter über die des Untergeschosses von 1913 hinaus. Ursprünglich sollte das Äußere der Kirche aus Ziegeln bestehen, da Maginnis & Walsh Kalkstein für zu teuer hielten, aber Pater McNamara bestand darauf, dass er die erforderlichen Mittel aufbringen konnte, und das tat er auch. Die Kirche wurde für 480.000 Dollar erbaut. Die fertige Kirche wurde am 4. Dezember 1927 von Bischof Thomas William Drumm geweiht. Zwei weitere katholische Bischöfe und über einhundert Priester aus der Diözese Des Moines und anderen Orten nahmen an der Kirchweihe teil. Der Baldachin und der Hochaltar, entworfen von Maginnis & Walsh, wurden 1929 hinzugefügt. Das Gebäude war auch für eine Kapelle mit 500 Plätzen östlich des Altarbereichs geplant, die jedoch nie gebaut wurde.
Die ersten Buntglasfenster der Kirche wurden 1947 eingesetzt, die übrigen bis 1953. Die Fenster der Witwen verzögerten sich aufgrund finanzieller Engpässe im Zusammenhang mit der Großen Depression und dem Zweiten Weltkrieg. Das Conrad Pickel Studio aus Waukesha, Wisconsin, entwarf die 10 Fenster des Kirchenschiffs und die 36 Fenster im Obergaden der Kirche. Bei Bränden am 18. Februar 1961 und am 6. Februar 1970 wurde die Kirche durch Wasser beschädigt, wobei jedoch keine größeren Schäden entstanden. Auf der anderen Straßenseite, westlich der Kirche, wurde ein neues Kloster gebaut.
1964 wurde ein provisorischer freistehender Altar aufgestellt, so dass der Priester dem Volk zugewandt war. Der heutige Altar, der für die Liturgie verwendet wird, wurde am 5. Juni 1983 geweiht. Im selben Jahr wurde ein von Higgins, Shirk & Colvig aus Des Moines entworfener Anbau an der Ostseite der Kirche errichtet, der sie mit dem Pfarrhaus verbindet. Er spiegelt die ursprüngliche Planung der Basilika wider und bietet einen behindertengerechten Zugang zur Kirche. Das Conrad Pickel Studio entwarf auch die Buntglasfenster für den östlichen Anbau.

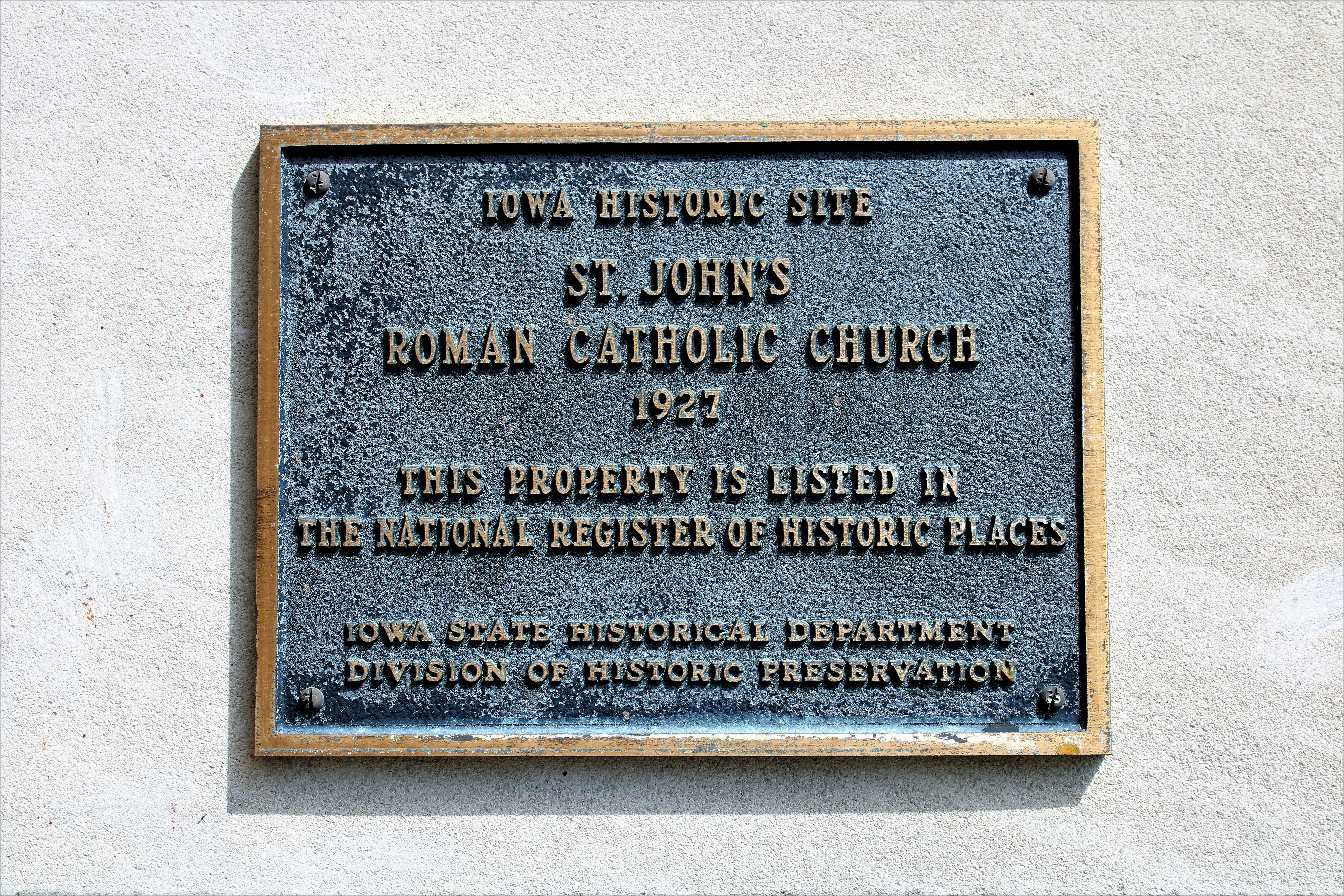
Plakette als Historic Place

Die Kirche wurde am 8. September 1987 in das National Register of Historic Places aufgenommen. Papst Johannes Paul II. erhob die St. John’s Church am 4. Oktober 1989 zu einer Basilica minor. Bischof William H. Bullock leitete die Einweihungsliturgie am 31. Dezember 1989.

## Beschreibung
St. John’s wurde in der Basilikaform des neuromanischen Stils entworfen, der in Norditalien als lombardische Romanik bekannt ist. Die Kirche wurde mit Indiana-Kalkstein verkleidet. Die Steinverblendung ist in einem zufälligen Quadermuster auf die Außenseite aufgebracht. Die Kirche misst 42 × 24 m und hat einen 35 m hohen Glockenturm auf der westlichen Rückseite des Gebäudes, in dem sich eine 270 kg schwere Glocke befindet, die 1961 gegossen wurde. Die Glocke wurde von der I.T. Verdin Company aus Cincinnati installiert. Über dem Haupteingang befindet sich ein skulpturaler Rahmen mit einer Christusfigur und Engeln. Er wird von korinthischen Säulen mit Akanthusmustern getragen. Das Gebäude ist mit einem roten Ziegeldach bedeckt, und der Turm wird von einem Bronzekreuz gekrönt.
Das Innere der Basilika ist mit Gipsabdrücken und Travertinmarmor ausgestattet. Die tonnengewölbte, mit Blattgold überzogene Kassettendecke erhebt sich 15 m über dem Boden. Das Hauptschiff wird von Seitenschiffen flankiert. Der Künstler Dominic Damiana aus Des Moines malte ein Wandgemälde von Christus König, umgeben von den Symbolen der vier Evangelisten, auf den vergoldeten oberen Teil der Apsis. Die Säulen des Baldachins sind aus Bescia-Marmor und der Hauptaltar aus Botticino-Marmor. Die Fenster im Obergeschoss stellen die Sakramente, die Kardinaltugenden der Kirche sowie die Ämter und Lehren der Menschheit dar. Unter den Fenstern befinden sich Zitate aus der Heiligen Schrift, die sich auf die Einsetzung der Sakramente beziehen, sowie eine Reihe von Zitaten aus dem beliebten Gebet Ave Maria. Unterhalb der Zitate befinden sich Marmorscheiben, die die Universalität der Kirche symbolisieren. Die Kirche hat eine Kapazität von 900 Sitzplätzen.
Die Orgel der Basilika ist ein Werk der Firma Casavant Frères aus dem Jahr 1963, Opus 2723. Die Orgel befindet sich auf der hinteren Empore der Kirche. Ein Teil der Pfeifen liegt frei und umrahmt die Fensterrose. Der Spieltisch verfügt über zwei Manuale, 30 Register und 1998 Pfeifen.